# Latata (EP)
Latata è il terzo EP (primo della discografia giapponese) del girl group sudcoreano (G)I-dle, pubblicato nel 2019.

## Tracce
1. Latata (Japanese version) – 3:23
2. Light My Fire – 3:51
3. Maze (Japanese version) – 3:20
4. For You – 3:44
5. Hann (Alone) (Japanese version; iTunes bundle-only)

Edizione Limitata Type A (CD＋DVD)
1. Latata (Japanese version)
2. Light My Fire
3. Maze (Japanese version)
4. For You
5. Latata (Music video; Japanese version)
6. Latata (Music video making; Japanese version)

Edizione Limitata Type B (CD＋PHOTOBOOK 28P)
1. Latata (Japanese version)
2. Light My Fire
3. Maze (Japanese version)
4. For You

## Formazione
- Miyeon
- Minnie
- Soojin
- Soyeon
- Yuqi
- Shuhua

## Classifiche
| Classifica (2019) | Posizione massima |
| ----------------- | ----------------- |
| Giappone          | 6                 |